# 야마코시 고헤이
야마코시 고헤이(일본어: 山越 康平, 1993년 5월 4일 ~ )는 일본의 축구 선수다.

## 구단 경력
그는 2016년부터 J리그의 오미야 아르디자, 도쿄 베르디에서 뛰었다.